# Hangmap

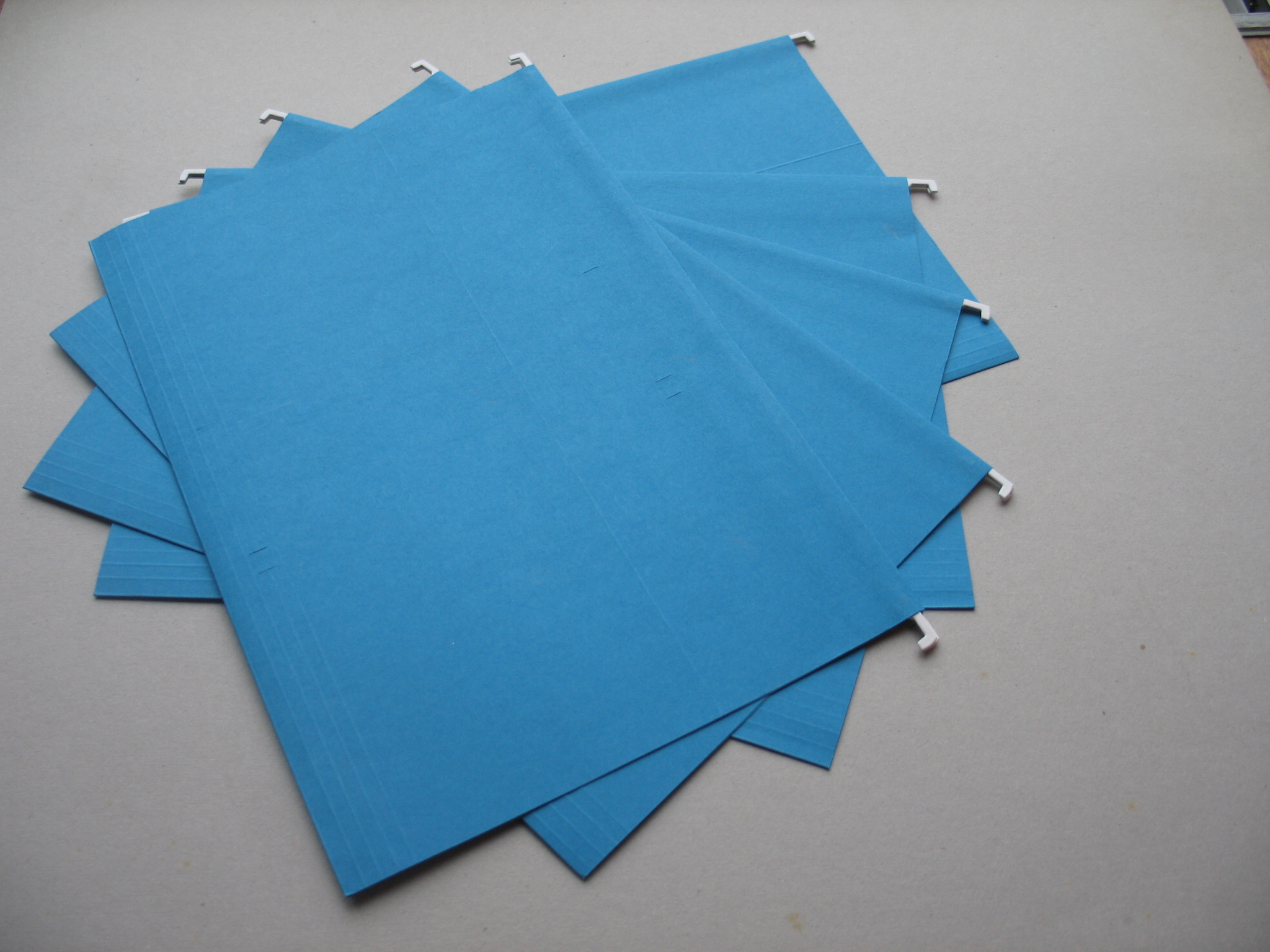
Hangmappen

Een hangmap is een opbergmap die in een rek kan hangen. In zo'n map kunnen onder andere documenten worden bewaard.

## Opbergsysteem

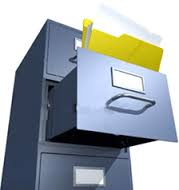
Dossierkast

De hangmap hangt doorgaans in een dossierkast, waarin een of meerdere laden zitten waarin de mappen bijvoorbeeld op alfabetische volgorde kunnen worden opgehangen. Alle documenten die bij een bepaald onderwerp horen kunnen dan in de map worden opgeborgen. Wanneer men de documenten nodig heeft, neemt men de hangmap zo uit de kast.
Om de map op te kunnen hangen, zitten er langs de lange zijde metalen strips, die aan beide zijden een haakje hebben die over het rail-systeem wordt gehangen. 
Doordat de mappen hangen, en niet staan, kunnen ze niet omvallen, maar kunnen ze wel gemakkelijk opzij worden geschoven, zodat hangmappen vooral handig zijn in een administratie waar vaak iets tussen de sortering moet worden ingevoegd, of wanneer er vaak documenten uit moeten worden genomen.